# Уэбб, Александр Стюарт
Александр Стюарт Уэбб (Alexander Stewart Webb) (15 февраля 1835 — 12 февраля 1911) — американский офицер, генерал армии Союза во время Гражданской войны, получивший Медаль Почета за действия в сражении под Геттисбергом. После войны в течение 33 лет был президентом Городского колледжа Нью-Йорка.

## Ранние годы
Александр Уэбб родился в Нью-Йорке, в известной семье потомственных военных. Его отец Джеймс Уотсон Уэбб, был известным газетовладельцем и дипломатом, посланником в Бразилии в 1861 году, а в прошлом — кадровым офицером. Его дед, Самуэль Блатчли Уэбб, был ранен в сражении при Банкер-Хилл и служил при штабе Джорджа Вашингтона во время американской войны за независимость.
В 1851 году Вебб поступил в военную академию Вест-Пойнт по квоте от Нью-Йорка, и закончил её 13-м по успеваемости в выпуске 1855 года. Он был определён временным вторым лейтенантом в 4-й артиллерийский полк и был послан во Флориду во время Семинольских войн. 20 октября 1855 года Уэбб получил постоянное звание второго лейтенанта.
После службы во Флориде он служил в форте Индеренденс в Массачусетсе, затем в форте Снеллинг в Миннесоте, а затем стал инструктором по математике в Вест-Пойнте и прослужил на этой должности с 10 ноября 1857 по 7 января 1861 года.

## Гражданская война
Когда началась гражданская война, Вебб участвовал в обороне Форта Пикенс во Флориде, и 28 апреля 1861 года стал первым лейтенантом 2-го артиллерийского полка. Затем его перевели в пехоту и 14 мая Уэбб стал капитаном 11-го пехотного полка регулярной армии.
Он участвовал в Первом сражении при Булл-Ран, а с июля 1861 по апрель 1862 служил адъютантом при генерале Уильяме Бэрри. Во время кампании на Полуострове служил инспектором артиллерии и обратил на себя внимание хорошей организацией артиллерийского огня в сражении при Малверн-Хилл. Генерал Дэниэль Баттерфилд писал, что Уэбб спас федеральную армию от разгрома.
После этой кампании он был повышен до подполковника и служил при штабе V-го корпуса генерала Портера, и в этой должности участвовал в Мерилендской кампании и сражении при Энтитеме (где корпус не был задействован). После Энтитема его послали в Вашингтон, где он служил инспектором артиллерии. В январе 1863 года его снова направили в V-й корпус, которым теперь командовал Джордж Мид, и он снова служил при штабе. Во время сражения при Чанселорсвилле Мид временно доверил Веббу командование бригадой Эрастуса Тайлера и послал его в бой. Уэбб неплохо себя проявил в бою, и Мид в своем рапорте отметил его «сообразительность и рвение».
1 июля 1863 года президент Линкольн повысил его до бригадного генерала. В это время, за три дня до сражения под Геттисбергом, генерал Джон Гиббон арестовал командира филадельфийской бригады, генерала Джошуа Оуэна и Веббу поручили командовать этой бригадой — 2-й бригадой 2-й дивизии II-го корпуса. Первое время бригада неприязненно отнеслась к хорошо одетому, ухоженному Веббу, но он быстро заслужил их уважение дисциплинированностью и тактичностью.

### Геттисберг
Перед сражением Филадельфийская бригада Уэбба состояла из 4-х пенсильванских полков:
- 69-й Пенсильванский полк: полковник Деннис О’Кейн
- 71-й Пенсильванский полк: полковник Ричард Смит, подп. Чарльз Кочерспергер
- 72-й Пенсильванский полк: полковник Девитт Бакстер[англ.](ранен 2 июля[3]), подполковник Теодор Гессер
- 106-й Пенсильванский полк: подполковник Уильям Карри

Утром 2-го июля его бригада, как и остальные бригады II-го корпуса, была размещена на Кладбищенском Хребте. Когда в полдень джорджианская бригада Эмброуза Райта атаковала хребет и поднялась на его вершину, то именно бригада Вебба остановила атакующих, а затем сама перешла в контратаку и преследовала джорджианцев до Эммитсбергской дороги. Они захватили в плен около 300 человек и отбили потерянную артиллерийскую батарею. Чуть позже Уэбб отправил два полка на помощь защитникам Кладбищенского Холма, который был атакован дивизиями Джубала Эрли.
3 июля бригада Уэбба оказалась в центре того участка обороны, против которого была нацелена атака трех дивизий Северовирджинской армии, известная как «атака Пикетта». Бригада стояла как раз у «группы деревьев», которая была, видимо, ориентиром для наступающих. Когда противник начал массированную артподготовку, Вебб вышел вперед перед линиями своей бригады, чтобы показать себя солдатам, многие из которых ещё не знали его в лицо. Он достал саблю и стоял, лениво покуривая сигару, не обращая внимание на свистящие ядра и разрывы снарядов. Он отказался уйти в укрытие и стоял так, воодушевляя солдат своей храбростью. На его участок наступала дивизия Джорджа Пикетта, и бригада Люиса Армистеда прорвалась за каменную стену и сумела обратить в бегство две роты 71-го пенсильванского полка. Уэбб крикнул соседнему 72-му пенсильванскому полку атаковать, но те не сдвинулись с места. Тогда Вебб решил взять знамя полка и лично возглавить атаку, но, похоже, знаменосец не узнал командира, потому что не позволил взять знамя и пытался драться с Веббом, но был убит несколькими случайными пулями. Вебб оставил в покое 72-й пенсильванский и сам пошел к тому месту, где прорвалась бригада Армистеда — то есть, на участок 69-го пенсильванского. В этот момент он был ранен в бедро и пах, но продолжил идти вперед. Только при помощи двух полков бригада Нормана Халла и частей бригады Харроу удалось остановить наступление южан.
28 сентября 1891 года Уэбб получил Медаль Почёта за «выдающуюся личную храбрость, проявленную в руководстве своими людьми в критический момент схватки». За действия под Геттисбергом президент Линкольн представил Уэбба к назначению временным генерал-майором волонтеров. Сенат утвердил назначение 14 февраля 1858 года.

### После Геттисберга
После Геттисберга Уэбб шесть недель командовал дивизией. Эта дивизия сыграла важную роль в сражении у Бристоу-Стейшен во время кампании Бристоу, нанеся серьёзный урон II-му корпусу генерала Хилла. Весной 1864 года Гиббон вернулся к командованию дивизией, и Вебб снова стал командовать бригадой. В мае, в сражении при Спотсильвейни он получил ранение в голову: пуля прошла через край его глаза и вышла через ухо, хотя не затронула мозг и не сказалась на умственной деятельности. 11 января 1865 года он вернулся в строй и был назначен начальником штаба Потомакской армии, пробыв в этой должности до 28 июня.
10 апреля 1866 года президент Эндрю Джексон представил его к званию временного бригадного генерала регулярной армии США и сенат подтвердил назначение 4 мая 1866 года. 11 декабря 1866 года президент представил его к званию временного генерал-майора и сенат утвердил назначение 23 февраля 1867 года, потом отозвал подтверждение 25 февраля и повторно утвердил 2 марта 1867 года.

## Послевоенная карьера
Вебб оставался в армии до 1870 года, достигнув звания подполковника 44-го пехотного полка регулярной армии (присвоено 28 июля 1866 года) а также 5-го пехотного полка с 15 марта 1869 года. Ещё год он прослужил инструктором в Вест-Пойнте и ушел в отставку 5 декабря 1870 года в звании подполковника.
С 1869 по 1902 год Вебб служил заместителем председателя Городского колледжа Нью-Йорка, сменив на этой должности Хораса Вебстера, другого выпускника Вест-Пойнта. Учебный план колледжа при Вебстере и Веббе сочетал занятия классическими языками (латынь и греческий) с более практическими науками: химией, физикой и инженерией.
Вебб умер в Ривердейле, Нью-Йорк и был похоронен на национальном кладбище Вест-Пойнт.

## Работы
Вебб написал несколько статей, в основном про гражданскую Войну. В 1881 году вышла его книга «The Peninsula: McClellan’s Campaign of 1862».

## Память
Бронзовая ростовая статую Вебба стоит на геттисбергском поле боя, лицом в ту сторону, откуда атаковали южане во время атаки Пикетта (установлена в 1915). Другая ростовая бронзовая статуя была поставлена в его честь в кампуче нью-йоркского сити-колледжа.

## В кино
Историк гражданской войны Брайан Поханка снялся в эпизодической роли Вебба в фильме «Геттисберг» в 1993 году.